# Невадский испытательный полигон
Невадский испытательный полигон (англ. Nevada Test Site) — один из крупнейших ядерных полигонов США, существующий с 1951 года. 
Ранее назывался Испытательный полигон в Неваде (Nevada Proving Ground). Территория полигона около 3500 км², на нём было осуществлено 928 ядерных взрывов. Самый первый взрыв мощностью в одну килотонну был произведён 27 января 1951 года. Подземные ядерные испытания продолжались вплоть до 23 сентября 1992 года, а взрывы, не достигающие критической массы, продолжаются и по сей день.

## Географические данные
Полигон расположен в США на юге штата Невада в округе Най, в 105 км к северо-западу от Лас-Вегаса.
Полигон занимает 3500 км². Его территория разделена на 28 частей, на которых расположены 1 000 зданий, две взлётно-посадочных полосы, 10 вертолётных площадок.

## История
Первый ядерный взрыв на этом испытательном полигоне был проведён 27 января 1951 года. Мощность ядерной бомбы составила 1 килотонну. Создание полигона было частью атомного проекта и выбор был сделан, как оказалось впоследствии, весьма удачно — рельеф местности позволил проводить подземные ядерные взрывы и в штольнях, и в скважинах.

### 1951—1992
С 1951 года по 1992 год на полигоне было испытано 928 зарядов, 828 из которых подземные. В других местах США взорвали всего 126 ядерных зарядов.
25 мая 1953 года на ядерном полигоне в Неваде в рамках операции «Upshot-Knothole» был произведён первый в истории выстрел артиллерийским ядерным снарядом Grable.
В 1960-х грибовидные облака от взрывов были видны за 160 километров в любом направлении, включая Лас-Вегас, куда люди приезжали в качестве туристов, чтобы посмотреть на них. Ядерные осадки выпадали в основном на город Сент-Джордж в штате Юта, и больных раком в этом городе было намного больше, чем в среднем по стране.
17 июля 1962 года, взрыв «Little Feller I» операции Sunbeam стал последним взрывом в атмосфере на ядерном полигоне в Неваде.

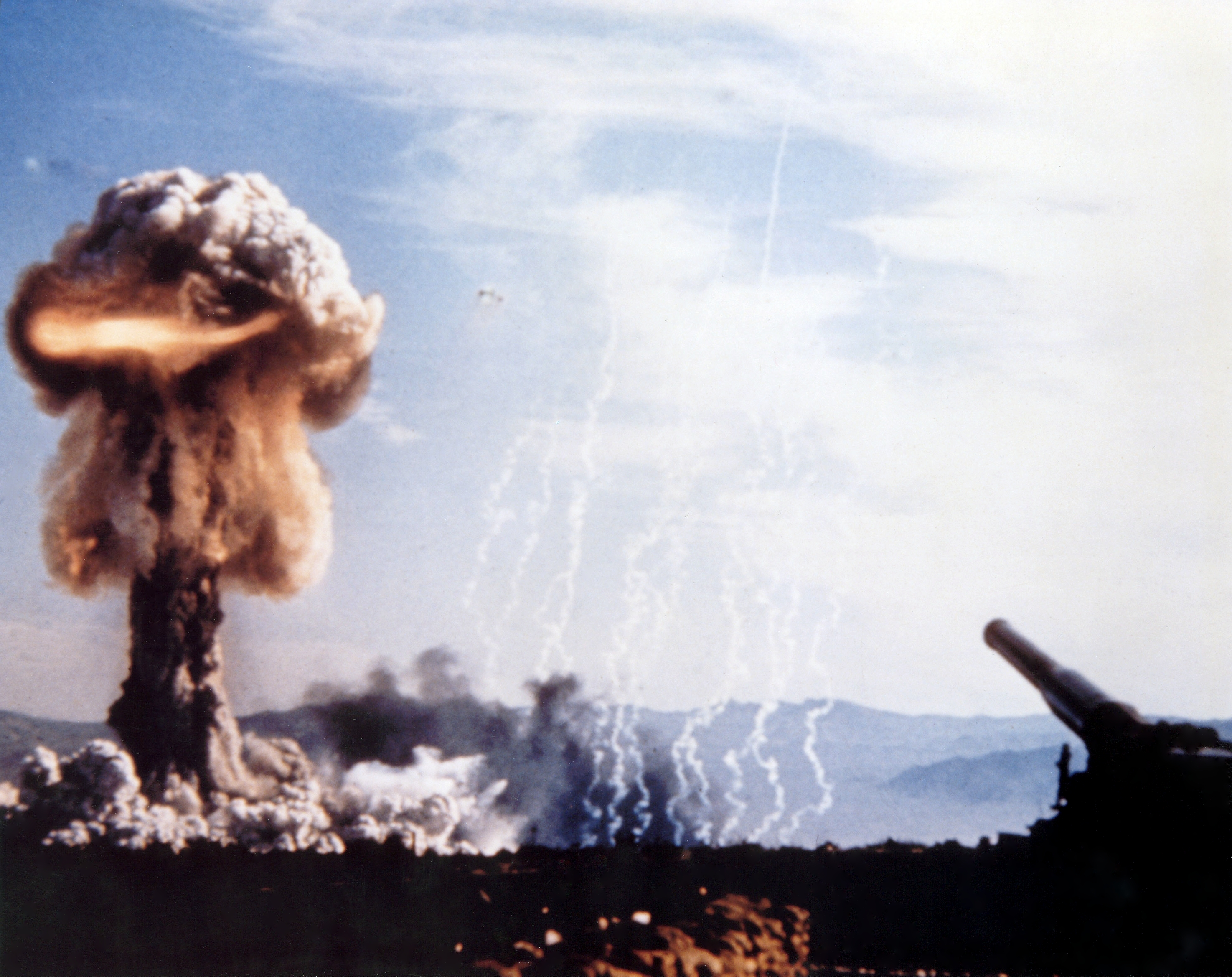
Ядерный взрыв Grable, запущенный артиллерийской установкой: 280-мм атомной пушкой, видимой на кадре.
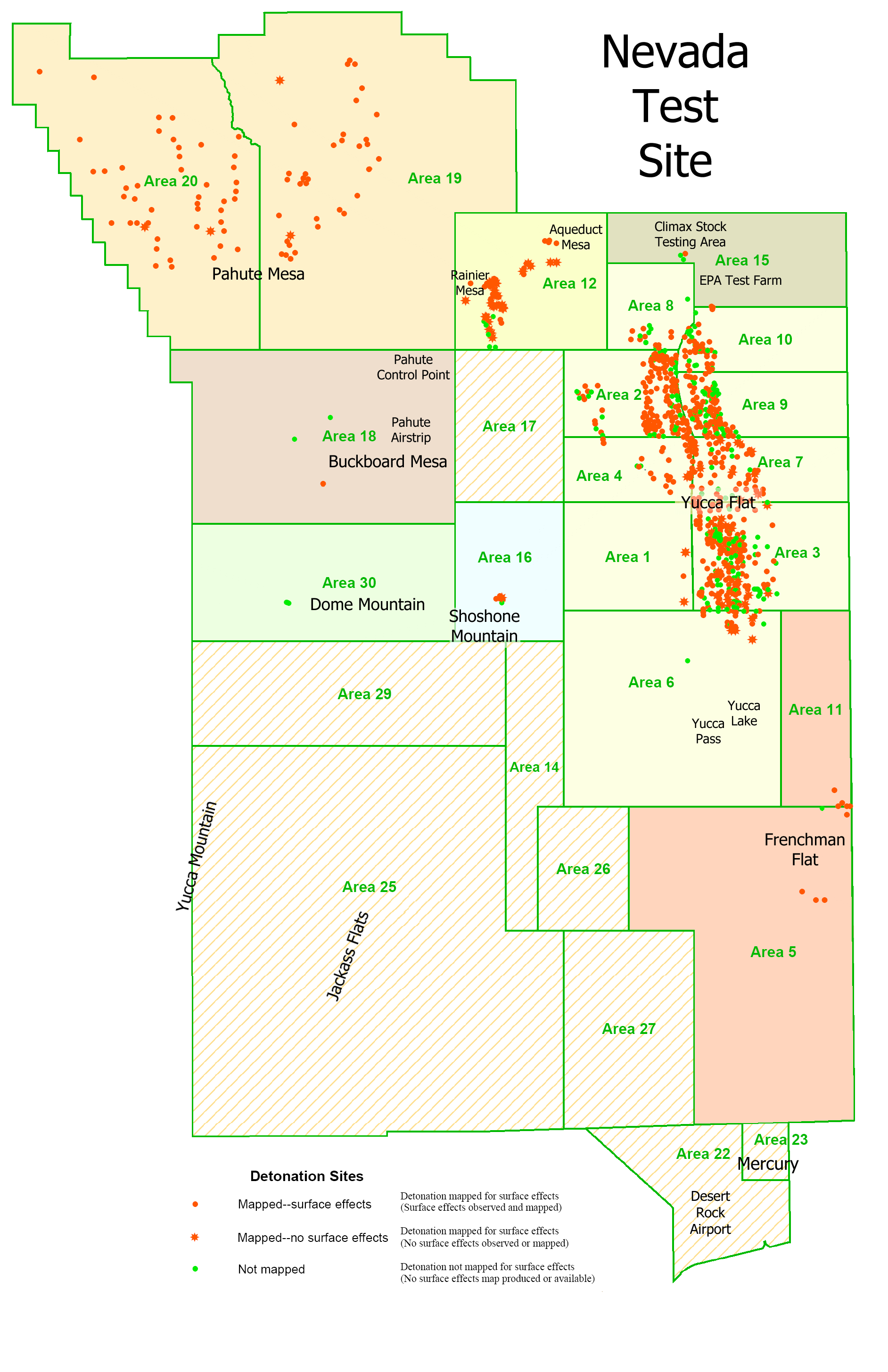
Ядерные взрывы в различных частях ядерного полигона в Неваде
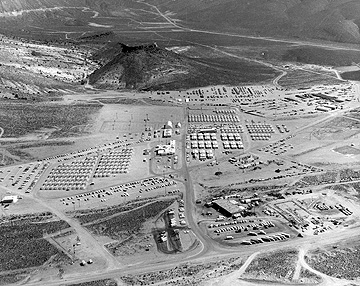
Построенный городок на ядерном полигоне в Неваде.
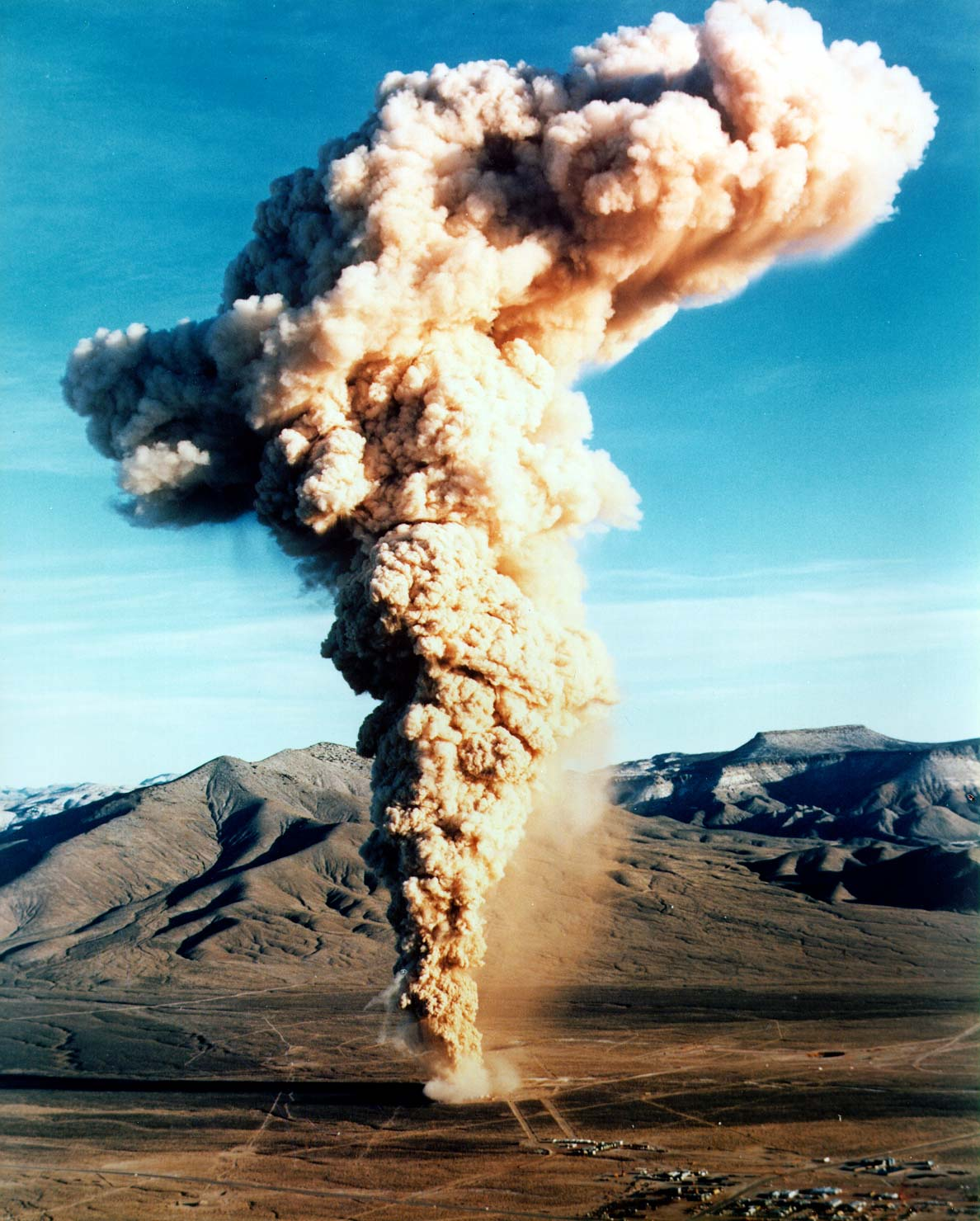
Случайный выброс радиоактивных материалов при подземном взрыве заряда Baneberry в 1970 году.

Подземные испытания продолжались вплоть до 23 сентября 1992 года; взрывы, не достигающие критической массы, продолжаются и по сей день.

### 1992—2007
Планировался обычный неядерный взрыв очень мощной 1100-тонной бомбы в 2006 году, однако в 2007 году официально отменили этот проект.

## Современное состояние
В настоящее время ядерные взрывы на полигоне не производятся. Администрация ядерного полигона в Неваде ежемесячно устраивает туры по территории, очередь на которые расписана на месяцы вперёд. Посетителям не разрешают брать камеры, бинокли, мобильные телефоны и прочую технику, а также запрещают брать камни с полигона на память.
В день принятия российской Госдумой закона об отзыве ратификационной подписи под Договором о всеобъемлющем запрещении ядерных испытаний, США провели подземное испытание (химический взрыв, в центре взрыва также были помещены радиоизотопы), по официальной версии - так как США хотят  улучшить возможности США по выявлению маломощных ядерных взрывов по всему миру.

## Исследования выживаемости
На полигоне воспроизведены здания, типичные для европейских и американских городов, расположена различная техника и транспортные средства, фортификационные сооружения как NATO, так и Варшавского договора. Все эти объекты находились на разных расстояниях и под разными углами к точкам взрыва.
Высокоскоростные камеры, находящиеся в защищённых местах, фиксировали все эффекты от взрывных волн, радиации, температуры и прочих последствий ядерных взрывов.

## Испытательные серии ядерных взрывов на ядерном полигоне в Неваде — год
| - Операция Ranger — 1951 - Операция Buster-Jangle — 1951 - Операция Tumbler-Snapper — 1952 - Операция Upshot-Knothole — 1953 - Операция Teapot — 1955 - Проект 56 — 1955 - Операция Plumbbob — 1957 - Проект 57, 58, 58A — 1957—1958 - Операция Hardtack II — 1958 - Операция Nougat — 1961—1962 - Операция «Плаушер» — 1961—1973 (разрозненные взрывы, как минимум по одному раз в год) - Операция Sunbeam — 1962 - Операция Dominic II — 1962—1963 - Операция Storax — 1963 - Операция Niblick — 1963—1964 - Операция Whetstone — 1964—1965 - Операция Flintlock — 1965—1966 - Операция Latchkey — 1966—1967 - Операция Crosstie — 1967—1968 - Операция Bowline — 1968—1969 - Операция Mandrel — 1969—1970 - Операция Emery — 1970 | - Операция Grommet — 1971—1972 - Операция Toggle — 1972—1973 - Операция Arbor — 1973—1974 - Операция Bedrock — 1974—1975 - Операция Anvil — 1975—1976 - Операция Fulcrum — 1976—1977 - Операция Cresset — 1977—1978 - Операция Quicksilver — 1978—1979 - Операция Tinderbox — 1979—1980 - Операция Guardian — 1980—1981 - Операция Praetorian — 1981—1982 - Операция Phalanx — 1982—1983 - Операция Fusileer — 1983—1984 - Операция Grenadier — 1984—1985 - Операция Charioteer — 1985—1986 - Операция Musketeer — 1986—1987 - Операция Touchstone — 1987—1988 - Операция Cornerstone — 1988—1989 - Операция Aqueduct — 1989—1990 - Операция Sculpin — 1990—1991 - Операция Julin — 1991—1992 |